# Bệnh Whitmore tại Việt Nam
Vào năm 1925, Việt Nam đã ghi nhận ca mắc bệnh Whitmore đầu tiên ở Sài Gòn, rồi sau đó xuất hiện rải rác tại các địa phương. Bệnh đã bắt đầu được biết đến rộng rãi hơn vào năm 2022, bởi nhiều ca mắc mới tại hai tỉnh là Đắk Lắk và Thanh Hóa thông qua các phương tiện truyền thông.
Vào ngày 30 tháng 12 năm 2019, Bộ Y Tế Việt Nam đã ban hành hướng dẫn chẩn đoán và điều trị bệnh Whitmore.

## Dòng thời gian

### 2018 về trước
Ngày 14 tháng 8, Bệnh viện Bạch Mai (Hà Nội) cho biết đã chữa trị thành công và cho xuất viện một bệnh nhân 51 tuổi sau khi mắc bệnh Whitmore.

### 2019
Ngày 12 tháng 9, Bệnh viện đa khoa tỉnh Hà Tĩnh cho biết đang điều trị cho một bệnh nhân 61 tuổi vì dương tính với vi khuẩn "ăn thịt người" (còn gọi là bệnh Whitmore).
Tin từ Bệnh viện Trung ương Thái Nguyên cho biết vào ngày 15 tháng 9 đã tiếp nhận và điều trị cho nam bệnh nhân 45 tuổi bị mắc bệnh Whitmore.
Đầu tháng 10, hai bệnh nhân ở Bình Định mắc bệnh Whitmore đã được điều trị ổn định sau khi nhập viện là một bé gái 5 tuổi và một người phụ nữ 29 tuổi.
Ngày 18 tháng 11, Trung tâm kiểm soát bệnh tật (CDC) Thành phố Hà Nội cho biết đã ghi nhận ba chị em ruột sống tại thôn Đô Lương (xã Bắc Sơn, H.Sóc Sơn, Hà Nội) tử vong chỉ trong 7 tháng qua do cùng mắc bệnh Whitmore.

### 2020
Ngày 5 tháng 7, Hòa Bình đã ghi nhận một bệnh nhân là nam giới 53 tuổi, trong lúc đi làm ngoài đồng đã bị cọc tre nhọn ở bờ ruộng đâm vào bàn chân và mắc bệnh Whitmore. Bệnh nhân đã được điều trị khỏi.
Ngày 19 tháng 8, các bác sĩ khoa Nhi, Bệnh viện Đa khoa Hùng Vương (Phú Thọ), thông tin về bệnh nhi 11 tháng tuổi dương tính với vi khuẩn Whitmore.
Ngày 28 tháng 8, Bệnh viện Đa khoa Sơn Tây (Hà Nội) đã điều trị thành công cho bệnh nhân 62 tuổi mắc Whitmore.
Ngày 17 tháng 11, Bệnh viện Trung ương Huế thông tin đã có gần 30 ca bệnh nhân nhập viện, trong đó có 50% bệnh nhân đến từ các tỉnh Nam Định, Thanh Hóa, Hà Tĩnh, Quảng Bình, Quảng Trị... 50% đến từ các huyện Phú Lộc, Phú Vang, Quảng Điền, Phong Điền, Hương Thủy (Thừa Thiên-Huế).
Ngày 24 tháng 11, Bệnh viện Đa khoa tỉnh Quảng Trị cho biết hơn một tháng nay, tỉnh này ghi nhận có 24 người nhiễm bệnh Whitmore do vi khuẩn Burkholderia pseudomallei gây ra. Trong đó có 4 người tử vong. Bộ Y tế đã chỉ đạo 9 tỉnh, thành ở miền Trung tăng cường giám sát tình hình bệnh Whitmore tại địa phương để kịp thời phát hiện ca mắc mới.
Ngày 28 tháng 11, lần đầu tiên, Bệnh viện Đa khoa tỉnh Quảng Ngãi tiếp nhận nam bệnh nhân mắc Whitmore do vi khuẩn Burkholderia pseudomallei sống trong môi trường tự nhiên gây ra. Đây là một bệnh nhân nam, 50 tuổi.

### 2021
Ngày 25 tháng 2, Bệnh viện Hữu nghị Việt Nam - Cuba Đồng Hới (Quảng Bình) đã thông báo ghi nhận một bé gái 6 tuổi mắc bệnh Whitmore. Bệnh nhân đã được hội chẩn và qua giai đoạn nguy kịch.
Ngày 13 tháng 10, Bệnh viện Đa khoa tỉnh Phú Thọ ghi nhận một ca mắc bệnh Whitmore là một người phụ nữ 27 tuổi ở Tuyên Quang. Sau 5 ngày điều trị, bệnh nhân đã được xuất viện.

### 2022
Ngày 8 tháng 6, Sở Y Tế Đắk Lắk thông báo ghi nhận một bé gái 9 tuổi mắc bệnh Whitmore.
Ngày 11 tháng 11, Cục Y tế dự phòng (Bộ Y Tế) ra thông báo ghi nhận 3 ca mắc bệnh Whitmore với 2 ca mắc là trẻ em tại Thanh Hóa và 1 ca là người lớn tại Đắk Lắk. Bộ Y tế đề nghị Sở Y tế các địa phương này quan tâm, chỉ đạo thực hiện trọng tâm một số biện pháp để chủ động phòng, chống hiệu quả đối với bệnh trên địa bàn các tỉnh. Tối ngày 11 tháng 11, một ca mắc là một thiếu niên 15 tuổi tại Thanh Hóa đã tử vong, ca còn lại đang trong tình trạng nguy kịch.